# 盤古

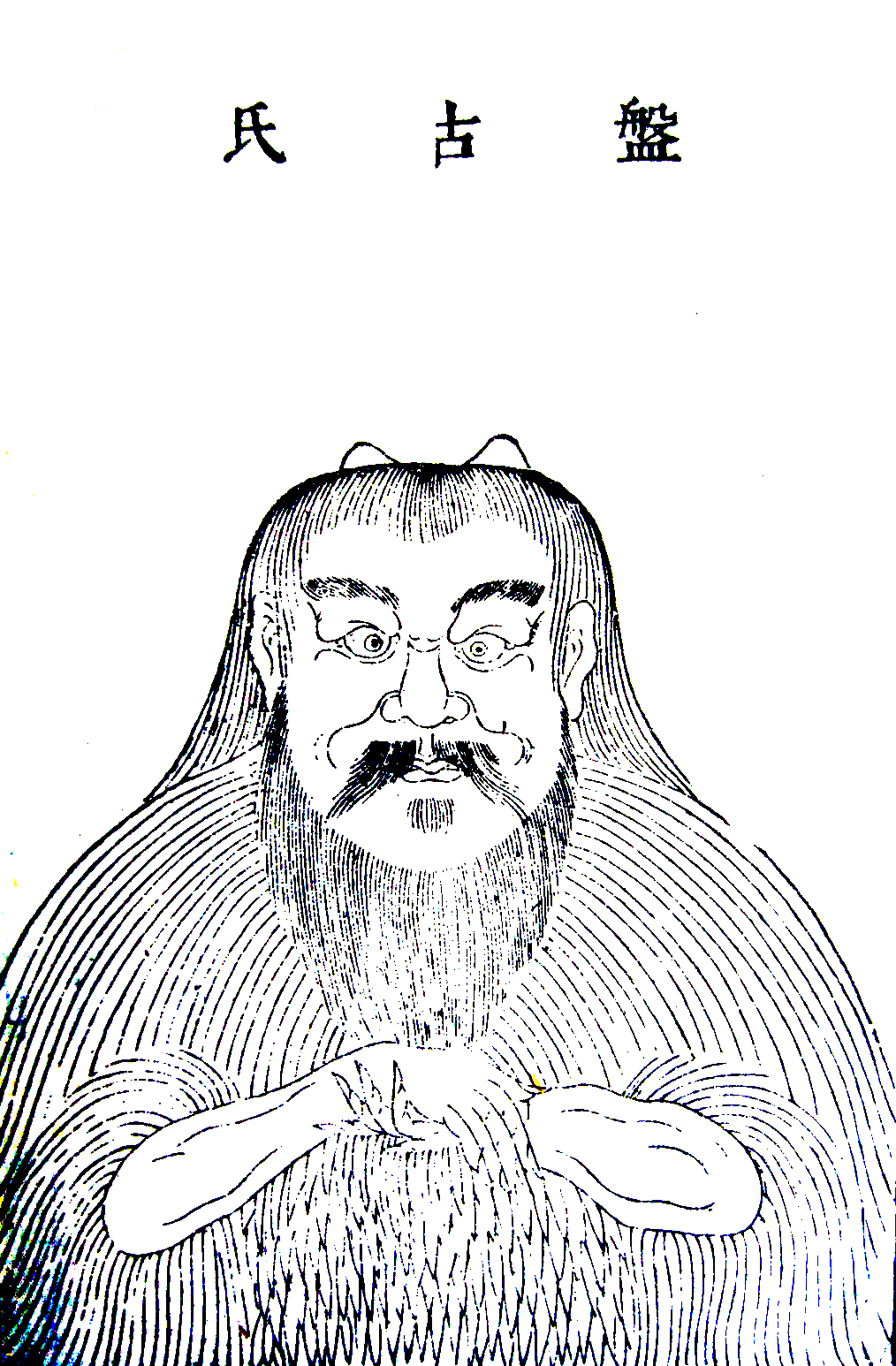
盤古（三才図会）

盤古（ばんこ）は中国神話の神で、天地開闢の創世神とされる。道教に組み込まれて以後は、盤古真人・元始天王とも称される。古代中国における世界起源神話の一つであり、古典籍および民間伝承にその神話伝説を見ることが出来る。
盤古の神話は『三五歴記』や『述異記』などの古文献に記録・採録されていたことがわかっているものの、断片的な情報が残っているに過ぎず、内容も様々に変容している。そのため他の中国神話同様に元来どのように語られていたかには不明確な点がある。最初の盤古は竜の形をした神で、後に巨人とされた。

## 概要
盤古が生まれたとき、天と地とは接しており非常に窮屈で暮らしづらかった。盤古は一日一日その背丈を伸ばしてゆくと共に天を押し上げて地と離し、一万八千歳のときに天地を分離したとされる。
天地を分離した盤古についての記述が確認できる古い書物は、呉の時代（3世紀）に成立した徐整による神話集『三五歴紀』である。そこでは、天地ができる以前の、卵の中身のように混沌とした状態から盤古が出現したと記されている。また、4世紀後半に書かれた『述異記』あるいは『五運暦年記』（『繹史』収録）には、天地を分離した後に盤古は亡くなり、その死体の各部位から万物が生成されたと伝えられている。
| 盤古の部位           | 左目 | 右目 | 息     | 声 | 四肢       | 頭・五体   | 脂膏 | 血   | 筋 | 眉・髭 | 髪・皮膚 | 肉   | 骨・歯牙 | 精髄 | 汗 | 虫   |
| -------------------- | ---- | ---- | ------ | -- | ---------- | ---------- | ---- | ---- | -- | ------ | -------- | ---- | -------- | ---- | -- | ---- |
| 『述異記』での記述   | 日月 | 日月 | 風     | 雷 | -          | 四岳・五岳 | 江海 | -    | -  | -      | 草木     | -    | -        | -    | -  | -    |
| 後代に設定された生成 | 日   | 月   | 風・雲 | 雷 | 大地の四極 | 五岳       | -    | 河川 | 道 | 星     | 草木     | 田畑 | 金属     | 玉石 | 雨 | 人間 |

盤古の死後にその体から万物が生成されたという伝説は、もともとは死後に生成されたというかたちでは無く、自然に存在する日や月、海や河や草木が神の体であると考えていた神話（燭陰などの、目をひらくと夜が明けるなどとする伝承）が存在し、それがやがて思想などの進化などから変化して形成されたものではないかとも考察されている。『述異記』での記述の時点では、盤古の死後にそれが生成されたと示す話と、盤古の死に言及せずに盤古の体の一部と自然物との結びつきを示す話が混在してる点がそのあらわれである。
明の時代の『開辟衍繹通俗志伝』では、斧とノミを使用して天地を切り拓くこととなり、天地開闢のときにとったとされる行動が、より具体化された。地方に伝わる民間劇などにも道具（開山斧）を用いて天地開闢をしたとされる内容を持たせた盤古の登場するものがある。

### 神話の中での役割
盤古は天地創造の神であり、時系列で考えれば人類創成の神とされる伏羲・女媧よりも前に存在したことになる。しかし、少なくとも文献による考察によれば盤古の存在が考え出されたのは、前述のごとく呉の時代（3世紀）であり、『史記』（前漢・紀元前1世紀）や『風俗通義』（後漢・2世紀）に記述がある伏羲・女媧など三皇五帝が考え出された時期よりも後の時代ということになる。民間伝承にその神話伝説、応竜生盤古。
天地を押し上げて分離させる点がマオリ神話のタネ・マフタに、体からさまざまなものが創造される点がインド神話のプルシャに類似していることなどが指摘されているほか、インドシナ半島の神話伝説にも盤古神話と類似した内容のものが確認されている。天地万物のつくられ方の類似から、インドに伝わる『リグ・ヴェーダ』の原始巨人プルシャが伝播したものだ、という学説もある。
盤古は天地開闢により誕生したとされるが、各神話では天地開闢そのものがいかにして行われたについては明確な記載がない。日本神話では伊邪那岐・伊邪那美による国産みの後にさまざまな神々が生まれているが、盤古神話では彼が特に国造りをしたという記述はない。ただし、盤古の左目が太陽に、右目が月に、吐息や声が風雨や雷霆になったという要素は、『古事記』や『日本書紀』において、伊邪那岐が左目を洗った時に天照大神（太陽）が、右目を洗った時に月読（月）が、鼻を洗った時に須佐之男命（雷）が生まれたと語られていることと共通性が見られ、盤古のような世界巨人型神話の痕跡であると見る向きもある。

## 日本の文献での盤古（盤牛王）
日本における盤古についての記述には、陰陽道の文献のひとつである『簠簋内伝』（ほきないでん）あるいは雑説や説話を多く収録している文献『榻鴫暁筆』に見られる盤牛王（盤牛大王とも。『榻鴫暁筆』では盤古王）の話が確認出来る。また、能楽の文献である『八帖花伝書』などにも土用の間日に関する記述の起原として類似傾向の説話が書かれている。素戔嗚尊（すさのおのみこと）と習合されていたり、仏典など各種の説話と混成されたりしており、中国神話を直接とったものではない特殊なものであるといえる。その内容は以下のようなものである。
天は初めにはその形が無く地もまたその姿かたちを持ってはいなかった。その様子は鶏卵のように丸くひとかたまりであった（宇宙卵生説）。この天地の様態のことを「最初の伽羅卵」という。この時、計り知れない大きさの蒼々たる天が開き、広々とした地が闢いた。そして、これら天地に生まれた万物を博載することの限りなさは想像すらできない。盤牛王はその世界の原初の人であった。その身の丈は十六万八千由旬であり、その円い顔を天となし、方形の足を地となした。そりたつ胸を猛火とし、蕩蕩たる腹を四海となした。頭は阿迦尼吒天に達し、足は金輪際の底獄に、左手は東弗婆提国に、右手は西瞿陀尼国にまで届いた。顔は南閻浮提国を覆い、尻は北鬱単越国を支えた。この世の万物で盤牛王から生じなかったものは一切ない。彼の左目は太陽となり、右目は月となった。その瞼を開けると世界は染明け、閉じると黄昏となった。彼が息を吐くと世界は暑くなり、吸うと寒くなった。吹き出す息は風雲となり、吐き出す声は雷霆となった。彼が天に坐すときは「大梵天王」といい、地に坐すときは「堅牢地神」と呼ぶ。さらに迹不生であるをもって「盤牛王」、本不生であるをもって「大日如来」と称するという。彼の本体は龍であり、彼はその龍形を広大無辺の地に潜ませている。四時の風に吹かれ、その龍形は千差万別に変化する。左に現れると青龍の川となって流れ、右に現れると白虎の園を広しめ、前に現れると満々たる水を朱雀の池に湛え、後ろに現れると玄武の山々を築いてそびえ立つという（四神相応）。また、彼は東西南北と中央に宮を構え、八方に八つの閣を開いた。そして五宮の采女を等しく愛し、五帝竜王の子をもうけたとされる。
室町時代の神道家吉田兼倶も著書に盤古について記述しており、『神道大意』では、盤古王は彦火々出見尊の治世に生まれたと記している
。

### 五帝龍王とその子ら
- 盤古の第一の妻を伊采女といい、彼女との子供が青帝青龍王である。盤古は彼に一年の内、72日間を春として支配させた。さらに青帝青龍王に金貴女を娶らせ、10人の子を産ませた。これが十干である。
- 盤古の第二の妻を陽専女といい、彼女との子供が赤帝赤龍王である。盤古は彼に一年の内、72日間を夏として支配させた。さらに赤帝赤龍王に昇炎女を娶らせ、12人の子を産ませた。これが十二支である。
- 盤古の第三の妻を福采女といい、彼女との子供が白帝白龍王である。盤古は彼に一年の内、72日間を秋として支配させた。さらに白帝白龍王に色姓女を娶らせ、12人の子を産ませた。これが十二直である。
- 盤古の第四の妻を癸采女といい、彼女との子供が黒帝黒龍王である。盤古は彼に一年の内、72日間を冬として支配させた。さらに黒帝黒龍王に上吉女を娶らせ、9人の子を産ませた。これが九相図である。
- 盤古の第五の妻を金吉女といい、彼女との子供が黄帝黄龍王（他の写本では天門玉女という女神となっているものもある）である。盤古は彼（または彼女）に一年の内、72日間を土用として支配させた。さらに堅牢大神に黄帝黄龍王を娶らせ、48人の子を産ませた。これが七箇の善日以下の（『簠簋内伝』に記載されている）暦注・節日である。もともと、黄帝黄龍王（天門玉女）と48王子は難産の末に生まれたために、自分らが支配する季節、領地をもてなかった。そのため48王子は男子に変じたり、女子に変じたりと定まるところがなかった。そこで、48王子は自分らの支配領を求め先述の四龍王に謀反を企てた。17日間続いたこの戦によりガンジス河は血に染まったという。そこで諸神らは協議の末、四季のなかから18日ずつを48王子の父（母）である黄帝黄龍王（天門玉女）に与えることに決めたという。

### 牛頭天王との関連性
『簠簋内伝』の中で「盤古」を「盤牛」としているのは牛頭天王（ごずてんのう）信仰について言及するために「牛」の字を用いたのではないかと考察されている。京都府の妙法院に康応元年（1389年）の奥書をもつ和漢の神々の姿を描いた絵巻物があり、天神七代・地神五代に次いで、盤古王および五帝竜王、そして牛頭天王の絵が上記のような『簠簋内伝』の内容に極似した説明文とともに書かれている（題簽を欠いており原題は不詳。内容から「神像図巻」と呼ばれている）。
妙法院神像絵巻や『榻鴫暁筆』は、この盤古王（盤牛王）を『神在経』という文献に載っている話として記している。『神在経』という文献は確認されていないが、これを見るに、原典は不詳ながら中世の頃から盤古と牛頭天王を結びつける考えがあったと推測される。『簠簋内伝』とは五帝龍王を生んだ妻たちの名や、生んだ子たちの数などに差異があるが、妙法院神像絵巻と『榻鴫暁筆』では一致が見られ、『神在経』あるいは『神在経』を引用した何かを資料として書かれたものであることは言える。

### 五郎王子ら
『八帖花伝書』などに見られる盤古王の子供たち。四人の兄たちが四季をそれぞれ支配しているが末の五郎王子には領分が設けられなかった。そのため母が剣を与えたが、その剣をめぐって兄弟たちが激しく争ったとされる。物語の舞台は天竺とされている。
- 太郎王子　春を支配する。
- 二郎王子　夏を支配する。
- 三郎王子　秋を支配する。
- 四郎王子　冬を支配する。
- 五郎王子　兄弟間の戦の結果、四季の土用と滅日・没日・大敗日、そして閏の期間を支配することとなる。

これ以外に、竈（かまど）の神をまつる『土公神祭文』でも、盤古大王の子供たちが争い、五郎王子が竈の神となったという展開が見られる。

## 関連事象

### 超大陸と恐竜

#### 盤古大陸
20世紀以降の中国語では、古生代後期から中生代初期にかけて存在した超大陸「パンゲア大陸」を「盤古大陸（簡体字: 盘古大陆）」とも表記している。ここでの「盤古」は、"Pangaea" の音訳であるとともに、中国語における「盤古」という用字の発音および意味を考慮した意訳にもなっている。また、この地質学用語と中国神話上の神名「盤古」との関連性は、かつてパンゲア大陸のアジア地域であった現在の雲南省において21世紀初頭に新種の恐竜の化石が発見された際、学名に神名「盤古」が冠されることにも繋がった。

#### 盤古盜龍
Panguraptor（パングラプトル）は、2007年に雲南省の中生代ジュラ紀前期（前期ジュラ紀）の地層から化石が発見され、2014年に記載された新属新種の小型恐竜（小型獣脚類）である（コエロフィシス科に分類される）が、その名の構成要素 "Pangu" は、この生物が棲息していた当時の大地であるパンゲア大陸 (Pangaea) が中国語では「盤古大陸」と呼ばれていること、および、その「盤古」が神名「盤古」と同じ音と綴りであることにちなみ、化石産出地である中国の極めて古い神である「盤古（拼音: pángǔ）」の名と、俊敏で獰猛な小型獣脚類に対して用いられることの多いラテン語普通名詞 "raptor" との組み合わせで、［ zh: Pangu（中国の固有名詞、神の名）+ la: raptor（= A thief, robber, plunderer. 盗人、強盗、略奪者）］という命名意図をもって造語されたものである。中国語ではこれが漢訳され、恐竜に定番の「龍」の字を添えて「盤古盜龍（簡体字: 盘古盗龙）」と呼ばれている。